# فهرست افتخارات و جایزه‌های هارولد پینتر
این مقاله فهرستی است از افتخارات و جایزه‌های هارولد پینتر.
پرآوازه‌ترین جایزهٔ پینتر همانا جایزه نوبل ادبیات بود که در سال ۲۰۰۵ به او رسید. او در سال ۱۹۹۶ افتخار شوالیگی انگلیس را رد کرد.
پینتر جایزه‌های فراوان دیگری هم بُرد که در زیر فهرست می‌شود.

## جایزه‌ها
- نشان امپراتوری بریتانیا ۱۹۶۶
- جایزه لارنس الیویه ۱۹۹۶
- جایزه نوبل ادبیات ۲۰۰۵
- لژیون دونور ۲۰۰۷

## مدرک‌های افتخاری
- دانشگاه ریدینگ ۱۹۷۰
- دانشگاه بیرمنگام ۱۹۷۱
- دانشگاه گلاسگو ۱۹۷۴
- دانشگاه براون ۱۹۸۲
- دانشگاه هال ۱۹۸۶
- دانشگاه ساسکس ۱۹۹۰
- دانشگاه بریستول ۱۹۹۸
- دانشگاه ارسطو ۲۰۰۰
- دانشگاه فلورانس ۲۰۰۱
- دانشگاه ملی ایرلند ۲۰۰۴
- دانشگاه لیدز ۲۰۰۷
- دانشگاه کمبریج ۲۰۰۸